# Rovné (Banská Bystrica)
Rovné (in ungherese: Rónapatak) è un comune della Slovacchia facente parte del distretto di Rimavská Sobota, nella regione di Banská Bystrica.